# Sonate K. 175
La sonate K. 175 (F.125/L.429) en la mineur est une œuvre pour clavier du compositeur italien Domenico Scarlatti.

## Présentation
La sonate en la mineur K. 175 est notée Allegro. Toute l'œuvre est dévolue aux âpres et audacieuses acciaccatures. Ces accords dissonants très riches, en masses denses — jusqu'à dix notes —, sont chargés d'éléments étrangers à l'harmonie et, dans un martellement impressionnant, « créent des objets sonores d'un effet percutant et féroce ». La sonate a l'air d'être écrite pour un orchestre de guitares. Une fois l'ouverture passée, Scarlatti délaisse le matériau (juste évoqué mesure 41 et à quelques mesures de la fin de la seconde section) et exploite d'autres thèmes,. Quelques croisements de mains dans la seconde partie sont sans danger (mesure 80).

## Manuscrits
Le manuscrit principal est le numéro 28 du volume I (Ms. 9772) de Venise (1752), copié pour Maria Barbara ; les autres sont Parme I 28 (Ms. A. G. 31406), Münster III 10 (Sant Hs 3966) et Vienne E 10 (VII 28011 E). Une copie figure à Lisbonne, ms. FCR/194.1, fos 31v-33r (no 19).

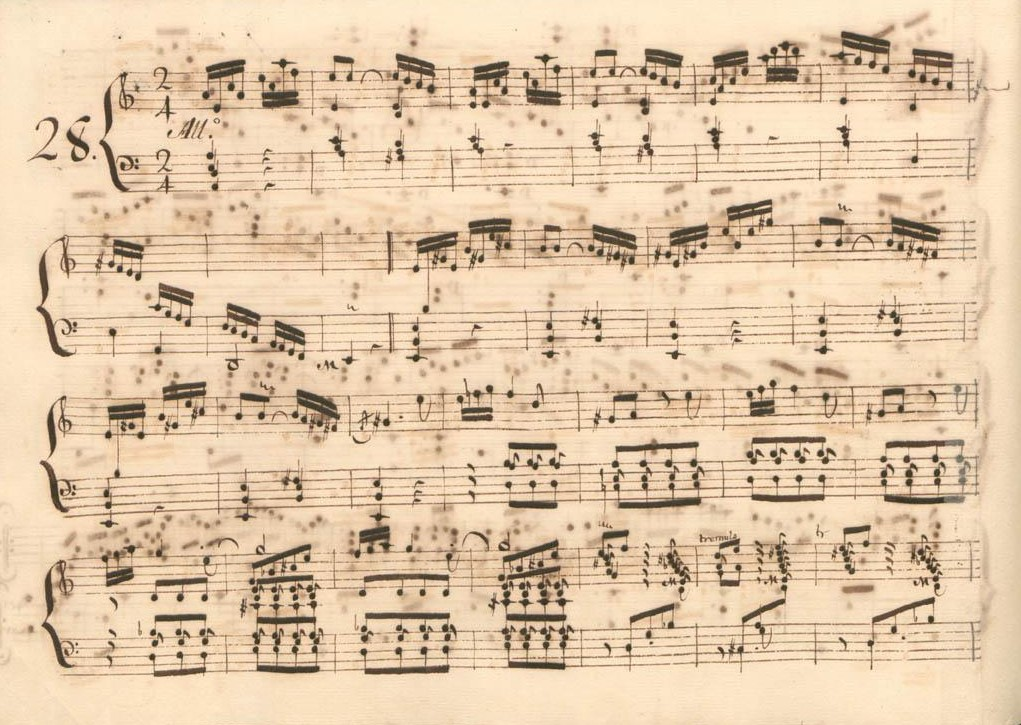
Parme I 28.
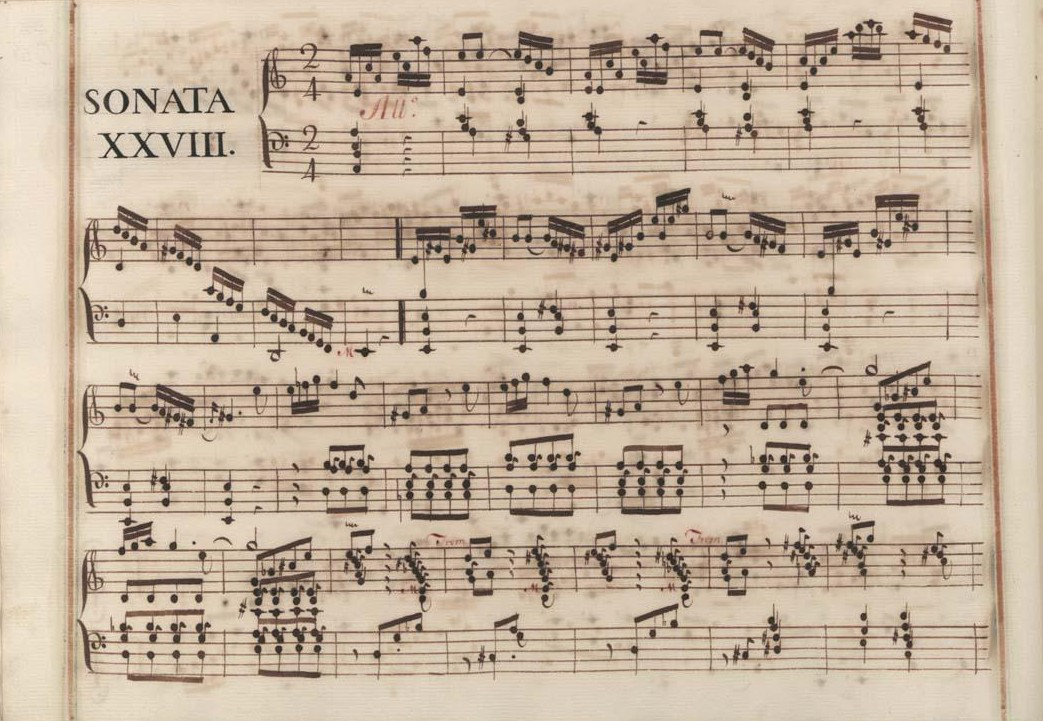
Venise I 28.
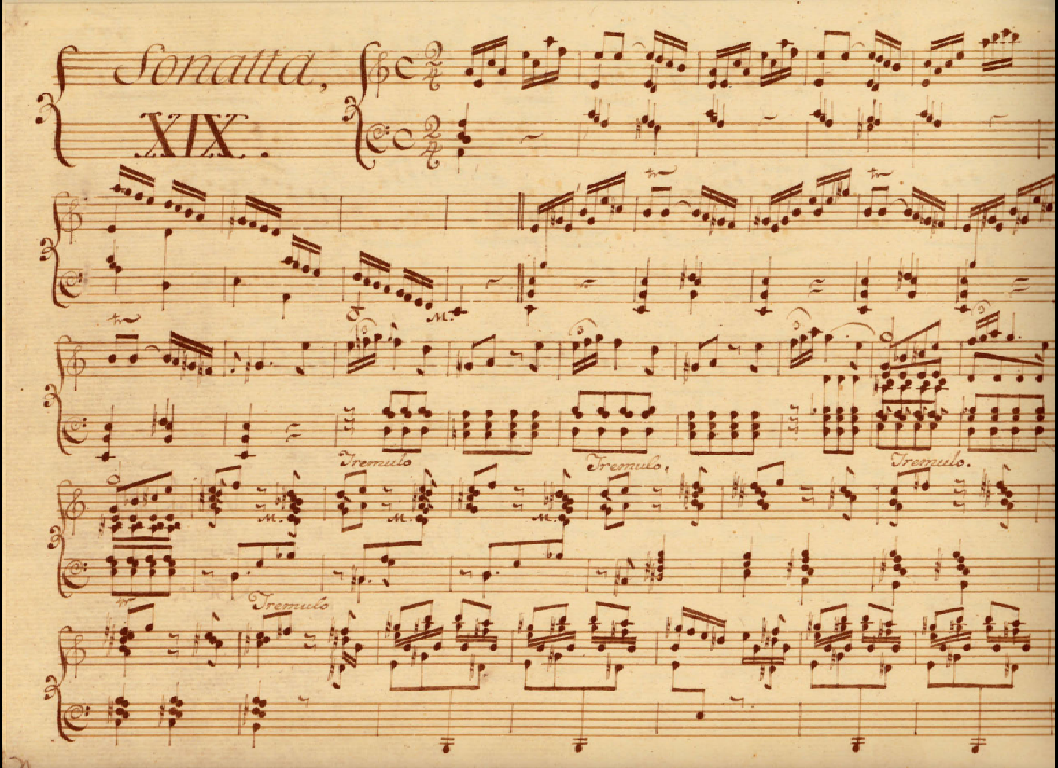
Lisbonne 19.
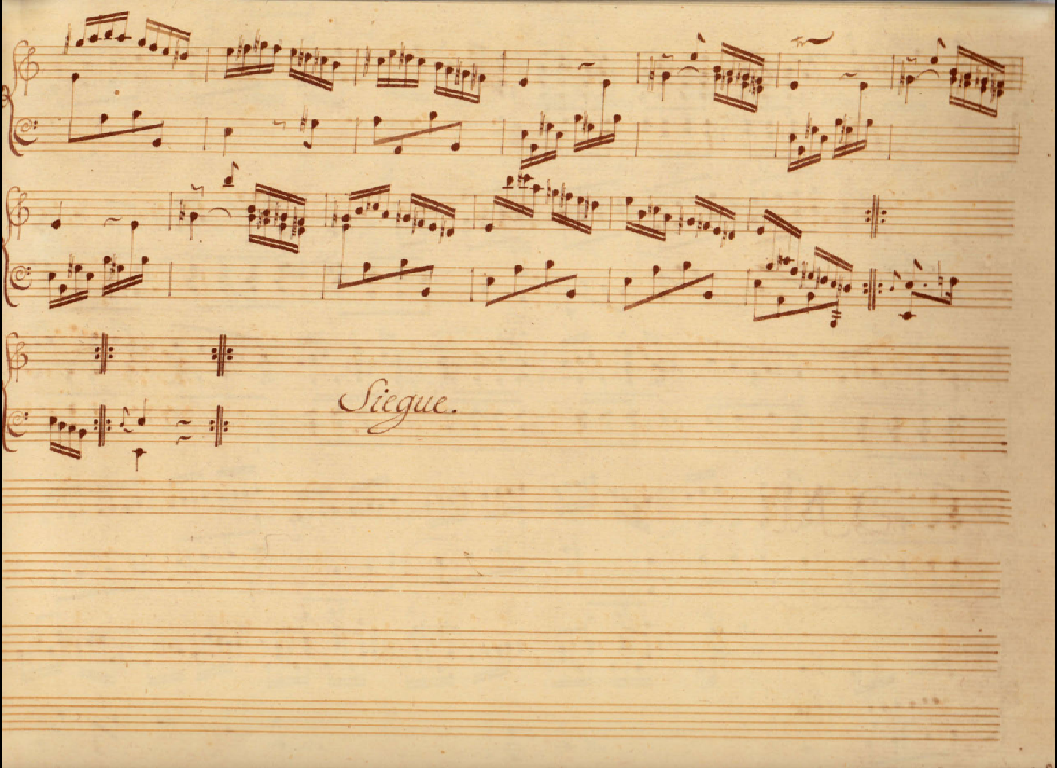
Lisbonne 19 (fin de la première section).

## Interprètes
La sonate K. 175 est défendue au piano par András Schiff (1986, Decca), Beatrice Long (1996, Naxos vol. 4), Gianluca Cascioli (1997, DG) Carlo Grante (2009, Music & Arts, vol. 1) ; au clavecin par Huguette Dreyfus (1967, Valois), Rafael Puyana (1984, Harmonia Mundi), sur son magnifique Hieronymus Albrecht Hass de 1740, Scott Ross (Erato, 1985), Robert Wooley (1987, EMI), Andreas Staier (1991, DHM), Kenneth Weiss (2001, Satirino), Pierre Hantaï (2002), Jean Rondeau (2018) ainsi que par Carole Cerasi (2010, Metronome) et Justin Taylor (2018, Alpha) dans la jeune génération de clavecinistes.

## Sources
: document utilisé comme source pour la rédaction de cet article.
- Ralph Kirkpatrick (trad. de l'anglais par Dennis Collins), Domenico Scarlatti, Paris, Lattès, coll. « Musique et Musiciens », 1982 (1re éd. 1953 (en)), 493 p. (ISBN 978-2-7096-0118-4, OCLC 954954205, BNF 34689181).
- Alain de Chambure, « Domenico Scarlatti : Intégrale des sonates — Scott Ross », p. 191–192, Erato (2564-62092-2), 1985 (OCLC 891183737) .
- Guy Sacre, La musique pour piano : dictionnaire des compositeurs et des œuvres, vol. II (J-Z), Paris, Robert Laffont, coll. « Bouquins », 1998, 1495 p. (ISBN 978-2-221-08566-0).
- Roland de Candé, Les chefs-d'œuvre classiques de la musique, Paris, Seuil, 2000, 802 p. (OCLC 46473027, BNF 37105991).
- (es) Celestino Yáñez Navarro (thèse), Nuevas aportaciones para el estudio de las sonatas de Domenico Scarlatti. Los manuscritos del Archivo de Música de las Catedrales de Zaragoza, Université autonome de Barcelone, 2016 (lire en ligne)